# Secret Love (serie de televisión)
Amor secreto (en hangul, 비밀; romanización revisada del coreano: Bimil; lit. 'Secreto') es una serie de televisión surcoreana de 2013 protagonizada por Hwang Jung-eum, Ji Sung, Bae Soo-bin y Lee Da-hee. Se emitió en KBS2 del 25 de septiembre al 14 de noviembre de 2013, los miércoles y jueves a las 21:55 durante 16 episodios.

## Sinopsis
Un «chico malo» rico se enamora de una mujer inocente pero tenaz que fue a la cárcel asumiendo la culpa de su novio, que había matado a una mujer en un accidente de tráfico. A medida que se desarrolla la historia, los secretos comienzan a desvelarse.

## Reparto

### Principal
- Hwang Jung-eum como Kang Yoo-jung, que sacrifica su futuro yendo a prisión en lugar de su entonces novio, Do-hoon, después de que él mata a una mujer en un accidente de tráfico y se da a la fuga. Negándose a ceder a la desesperación, emerge de la prisión convirtiéndose en una mujer más fuerte que está decidida a comenzar de nuevo y vivir de manera diferente.[9][10]
- Ji Sung como Jo Min-hyuk, un chaebol de segunda generación que lo tiene todo, excepto una buena personalidad, y arde en deseos de venganza después de la muerte de su novia, quien murió en el accidente de tráfico en el que se fugó el causante. Más tarde se da cuenta de que hay una historia completamente diferente a la del culpable original, y se enamora de la persona aparentemente peor para hacerlo (Yoo-jung) cuando se da cuenta de su bondad en la vida.[9][11]
- Bae Soo-bin como Ahn Do-hoon, que un tiempo fue un fiscal brillante y justo, pero después de que su novia fuera a prisión en su lugar, se transforma en un hombre ambicioso, hambriento de poder.[12][13]
- Lee Da-hee como Shin Se-yeon. Está comprometida con Min-hyuk, pero vive en la inseguridad debido al amor de Min-hyuk por Ji-hee (su novia fallecida), y luego por Yoo-jung a medida que avanza la historia.[14]

### Secundario
- Lee Deok-hwa como el presidente Jo Han-il, el padre de Jo Min-hyuk y Jo Min-joo.[15]
- Jo Mi-ryung como la señora Hong In-joo, la esposa del presidente Jo Han-il, madre de Min-joo y madrastra de Min-hyuk.[16][17]
- Song Min-kyung como Jo Min-joo, hermana de Jo Min-hyuk.
- Yang Jin-sung como Seo Ji-hee, la novia de Jo Min-hyuk, muerta en accidente.[18][19]
- Lee Seung-joon como Choi Kwang-min, secretario del presidente Jo Han-il y hermano mayor de Kwang-soo.[20][21]
- Choi Woong como Choi Kwang-soo, secretario de Jo Min-hyuk y hermano menor de Kwang-min.[21][22][22]
- Kang Nam-gil como Kang Woo-chul, el padre de Kang Yoo-jung.
- Ahn Ji-hyun como Yang Hae-ri, amigo de Kang Yoo-jung.[23][24]
- Jung Soo-young como Dan-bal / Lee Ja-yeong.[25]
- Hwang Seok-jeong como Sandra Hwang.[25]
- Moon Ji-in como Lee Hye-jin, amiga de prisión de Kang Yoo-jung.[26][27]
- Yang Hee-kyung como Park Kye-ok, la madre de Ahn Do-hoon.[15][28]
- Kang Shin-il como Ahn In-hwan, el padre de Ahn Do-hoon.[15]
- Kim Hyun-kyun como Park Hyun-seok.
- Han Ki-joong como Yang Ik-tae.
- Kim Hee-ryeong como la señora Yeon Mi-yeon.
- Yoon Gil como Kim Jae-ha.
- Kim Seong-hun como gerente de restaurante.
- Jung Yoogeon como San/Jeong Hwan.
- So Hee-jung como una oficial de prisiones.
- Lee Dong-ha.

## Audiencia
| Episodio | Fecha de emisión original | Índices de audiencia | Índices de audiencia | Índices de audiencia | Índices de audiencia |
| Episodio | Fecha de emisión original | TNmS                 | TNmS                 | AGB Nielsen          | AGB Nielsen          |
| Episodio | Fecha de emisión original | Nacional             | Seúl                 | Nacional             | Seúl                 |
| --- | ------------------------- | -------------------- | -------------------- | -------------------- | -------------------- |
| 1 | 25 de septiembre de 2013  | 4,7 % (NR)           | 4,7 % (NR)           | 5,3 % (NR)           | 5,6 % (NR)           |
| 2 | 26 de septiembre de 2013  | 4,1 % (NR)           | 4,3 % (NR)           | 5,7 % (NR)           | 5,9 % (NR)           |
| 3 | 2 de octubre de 2013      | 6,2 % (NR)           | 6,6 % (NR)           | 7,2 % (NR)           | 7,9 % (19.ª)         |
| 4 | 3 de octubre de 2013      | 7,8 % (18.ª)         | 9,1 % (14.ª)         | 10,7 % (11.ª)        | 12,7 % (9.ª)         |
| 5 | 9 de octubre de 2013      | 10,6 % (9.ª)         | 11,8 % (7.ª)         | 12,4 % (6.ª)         | 14,2 % (4.ª)         |
| 6 | 10 de octubre de 2013     | 11,9 % (9.ª)         | 13,1 % (6.ª)         | 14,6 % (3.ª)         | 15,4 % (3.ª)         |
| 7 | 16 de octubre de 2013     | 12,4 % (5.ª)         | 13,4 % (5.ª)         | 15,1 % (3.ª)         | 16,2 % (3.ª)         |
| 8 | 17 de octubre de 2013     | 12,9 % (6.ª)         | 14,6 % (5.ª)         | 15,3 % (3.ª)         | 16,4 % (3.ª)         |
| 9 | 23 de octubre de 2013     | 13 % (5.ª)           | 14,9 % (4.ª)         | 15,3 % (4.ª)         | 16,8 % (3.ª)         |
| 10 | 24 de octubre de 2013     | 13,8 % (6.ª)         | 14,7 % (6.ª)         | 16,3 % (3.ª)         | 18,4 % (2.ª)         |
| 11 | 30 de octubre de 2013     | 13,2 % (6.ª)         | 15,9 % (4.ª)         | 15,7 % (3.ª)         | 17,3 % (3.ª)         |
| 12 | 31 de octubre de 2013     | 14,6 % (3.ª)         | 17,2 % (3.ª)         | 16,7 % (2.ª)         | 18,8 % (2.ª)         |
| 13 | 6 de noviembre de 2013    | 13,3 % (5.ª)         | 15,5 % (4.ª)         | 15,8 % (4.ª)         | 16,9 % (3.ª)         |
| 14 | 7 de noviembre de 2013    | 13,4 % (6.ª)         | 15,6 % (5.ª)         | 17,3 % (3.ª)         | 18,9 % (2.ª)         |
| 15 | 13 de noviembre de 2013   | 13,3 % (7.ª)         | 14,7 % (5.ª)         | 17,4 % (3.ª)         | 18,6 % (3.ª)         |
| 16 | 14 de noviembre de 2013   | 15,4 % (4.ª)         | 18 % (3.ª)           | 18,9 % (3.ª)         | 20,6 % (2.ª)         |
| Promedio | Promedio                  | 11,3 %               | 12,8 %               | 13,7 %               | 15 %                 |
| - En la tabla superior, los números azules representan las calificaciones más bajas y los números rojos representan las más altas. - NR indica que la serie no se ubicó entre los veinte programas diarios de mayor audiencia en la fecha señalada. |                           |                      |                      |                      |                      |

## Premios y nominaciones
| Año  | Premios             | Categoría                                   | Candidato                     | Resultado | Ref.   |
| ---- | ------------------- | ------------------------------------------- | ----------------------------- | --------- | ------ |
| 2013 | KBS Drama           | Premio a la gran excelencia, actor          | Ji Sung                       | Ganador   | [ 31 ] |
| 2013 | KBS Drama           | Premio a la gran excelencia, actriz         | Hwang Jung-eum                | Ganadora  | [ 31 ] |
| 2013 | KBS Drama           | Premio a la excelencia, actor en miniserie  | Ji Sung                       | Nominado  | [ 31 ] |
| 2013 | KBS Drama           | Premio a la excelencia, actriz en miniserie | Hwang Jung-eum                | Nominada  | [ 31 ] |
| 2013 | KBS Drama           | Mejor actor de reparto                      | Bae Soo-bin                   | Ganador   | [ 31 ] |
| 2013 | KBS Drama           | Mejor actriz de reparto                     | Lee Da-hee                    | Ganadora  | [ 31 ] |
| 2013 | KBS Drama           | Premio de los internautas (Netizen)         | Hwang Jung-eum                | Ganadora  | [ 31 ] |
| 2013 | KBS Drama           | Premio a la popularidad                     | Ji Sung                       | Ganador   | [ 31 ] |
| 2013 | KBS Drama           | Premio a la popularidad                     | Bae Soo-bin                   | Nominado  | [ 31 ] |
| 2013 | KBS Drama           | Premio a la popularidad                     | Hwang Jung-eum                | Nominada  | [ 31 ] |
| 2013 | KBS Drama           | Premio a la popularidad                     | Lee Da-hee                    | Nominada  | [ 31 ] |
| 2013 | KBS Drama           | Mejor pareja                                | Ji Sung y Hwang Jung-eum      | Ganadores | [ 31 ] |
| 2013 | KBS Drama           | Mejor pareja                                | Bae Soo-bin y Lee Da-hee      | Nominados | [ 31 ] |
| 2014 | 50th Baeksang Arts  | Actor más popular (TV)                      | Ji Sung                       | Nominado  | [ 32 ] |
| 2014 | 50th Baeksang Arts  | Actriz más popular (TV)                     | Hwang Jung-eum                | Nominada  | [ 32 ] |
| 2014 | 50th Baeksang Arts  | Mejor banda sonora                          | Tears Stole the Heart - Ailee | Nominada  | [ 32 ] |
| 2014 | 2nd Asia Rainbow TV | Serie moderna excepcional                   | Secret Love                   | Ganadora  |        |
| 2014 | 7th Korea Drama     | Premio a la gran excelencia, actriz         | Hwang Jung-eum                | Nominada  |        |
| 2014 | 3rd APAN Star       | Premio a la excelencia, actor en miniserie  | Ji Sung                       | Nominado  |        |

## Banda sonora original

### Listados de pistas
| N.º | Título             | Artista              | Duración |  |
| 1.  | «Because Of Tears» | Ailee                | 4:04     |  |
| 2.  | «Secret Love»      | Ji Sook ft. Outsider | 3:26     |  |

## Versiones
Secret Love luego se adaptó a un drama en malayo, titulado Patahnya Sebelah Sayap, protagonizada por Ummi Nazeera, Aeril Zafril e Izzue Islam, transmitida en marzo de 2018 en TV3. Sin embargo, solo unas pocas escenas son similares, y la mayoría de las mismas se cambió para seguir las costumbres y el estilo de vida de Malasia, que difiere mucho de la sociedad surcoreana.
Secret Love también se adaptó a una serie turca, llamado Meryem - Tales Of Innocence, protagonizada por Furkan Andic, Ayça Aysin Turan y Cemal Toktas. Fue producido por TMC y transmitido por Kanal D del 2 de agosto de 2017 al 28 de febrero de 2018. Sin embargo, la nueva versión turca presenta algunos cambios que la diferencian de la trama original.